# Ejulve
Ejulve ist eine ostspanische Gemeinde (municipio) in der Provinz Teruel in der Autonomen Region Aragón in Spanien. Sie liegt in der Comarca Andorra-Sierra de Arcos und hatte 2024 169 Einwohner.

## Lage und Klima
Ejulve liegt etwa 80 Kilometer (Luftlinie) in nordöstlicher Richtung von der Provinzhauptstadt Teruel und etwa 110 Kilometer (Luftlinie) südsüdöstlich von Saragossa in einer Höhe von ca. 1115 m. Das Klima ist gemäßigt warm. Jährlich fallen 507 mm Niederschlag.

## Bevölkerungsentwicklung
| Jahr      | 1970 | 1981 | 1991 | 2001 | 2011 | 2021 |
| Einwohner | 431  | 289  | 236  | 220  | 204  | 177  |

Die Mechanisierung der Landwirtschaft sowie die Aufgabe bäuerlicher Kleinbetriebe und der daraus resultierende Verlust an Arbeitsplätzen haben seit der Mitte des 20. Jahrhunderts zu einer Landflucht geführt.

## Sehenswürdigkeiten
- Marienkirche (Iglesia de Santa María la Mayor)
- Paschaliskirche
- Peterskapelle
- Annenkapelle

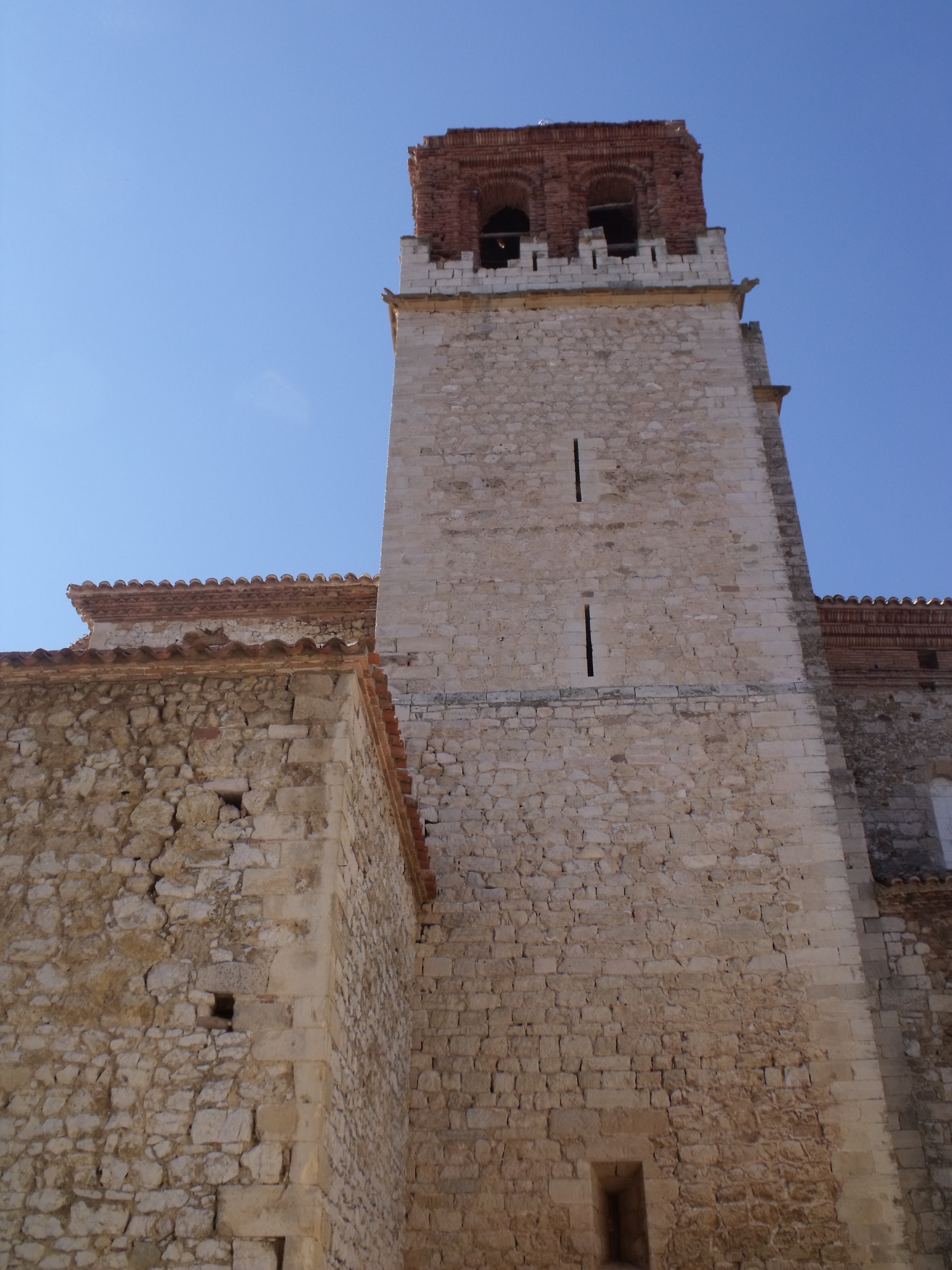
Marienkirche
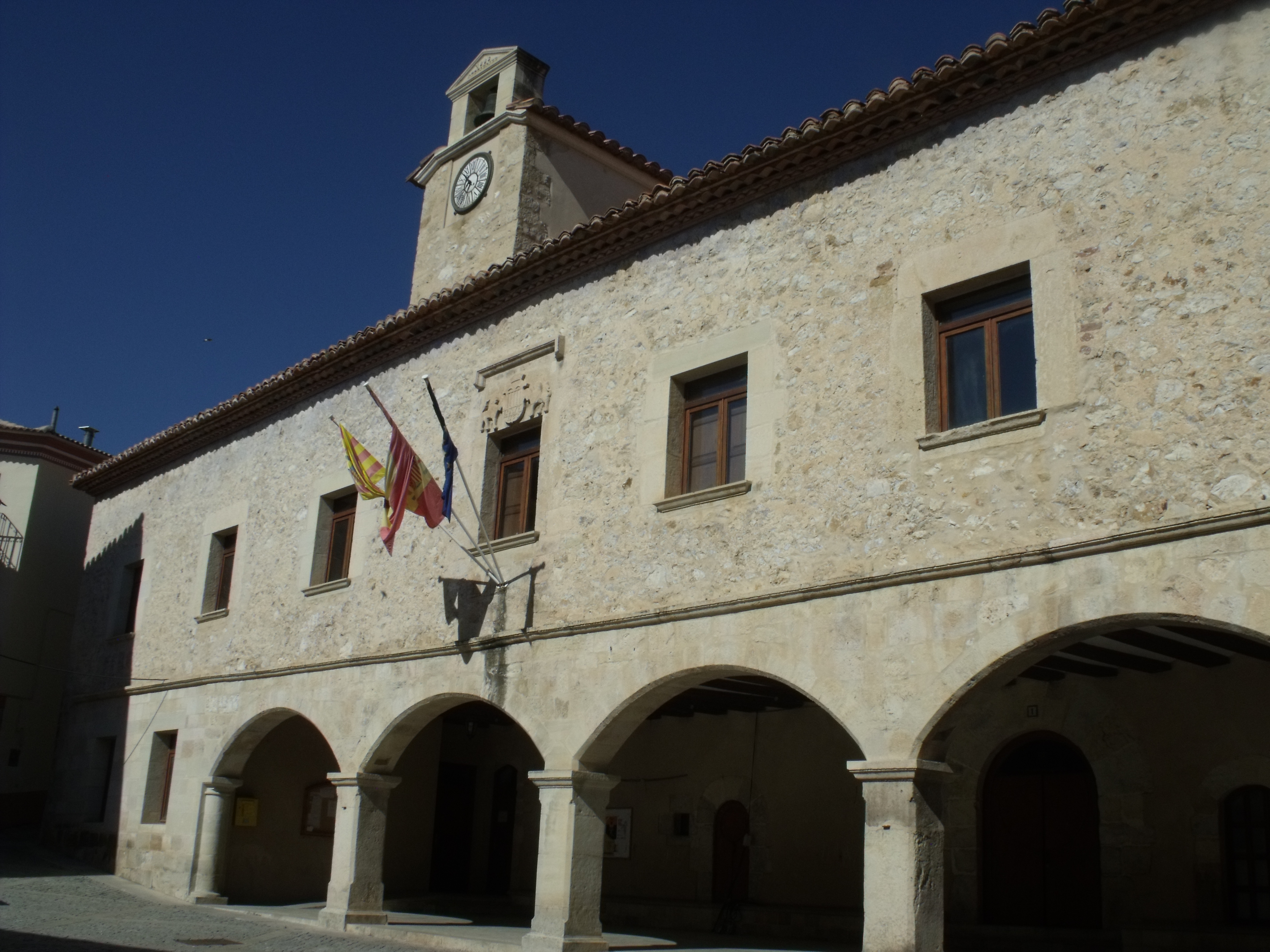
Rathaus